# Historias detrás de la muerte
Historias detrás de la muerte es un programa de televisión peruano emitido por Latina Televisión, que se estrenó el 5 de enero de 2013. Se trata de historias verdaderas, que sucedieron hace decenas de años, y que fueron revividas en una serie que las contó desde un ángulo jamás imaginado. Estuvo bajo la conducción del actor Marcello Rivera. Desde 2016, debido a la alianza comercial que tienen Latina Televisión y Panamericana Televisión, el programa se transmite los sábados a las 9 de la noche en la segunda cadena mencionada.
La serie fue bien recibida por la audiencia que le dedicó excelentes comentarios en redes debido a su buena calidad, además, obtuvo un muy buen rating de dos dígitos, "Historias detrás de la muerte" fue escrita por el guionista peruano Mirko Miano, (quien fue script doctor de los 13 primeros capítulos y  guionista principal y jefe de guionistas de los siguientes 17) contó con la participación de la guionista Claudia Sacha, quien escribió algunos episodios.

## Sinopsis
El programa narra crímenes reales que sucedieron en la ciudad de Lima hace varias décadas. Los casos se narran desde el Cementerio Presbítero Matías Maestro, junto a la tumba de la víctima y de la del criminal de quién se narra.

## Episodios

### Primera temporada
| # | Título                                           | Guionista(s)  | Fecha de estreno      | Audiencia |
| --- | ------------------------------------------------ | ------------- | --------------------- | --------- |
| 1 | «La Misteriosa Muerte de Lucy Smith»             | Mirko Miano   | 5 de enero de 2013    | 10,5      |
| En 1950, Lucy Smith, reconocida artista de radio, fue encontrada muerta en extrañas circunstancias. |                                                  |               |                       |           |
| 2 | «El Descuartizador del Hotel Comercio»           | Claudia Sacha | 12 de enero de 2013   | 10,6      |
| En 1930, en una habitación del hotel comercio, se encuentra una maleta con los restos descuartizados de una persona. |                                                  |               |                       |           |
| 3 | «Los Thompsom, Celos que matan»                  | Mirko Miano   | 19 de enero de 2013   | 9.8       |
| A pesar de la diferencia de épocas, la obsesión, los celos y la paranoia hicieron jugar sus mismas cartas a los protagonistas de ambas pavorosas historias. Coincidentemente, ambos protagonistas tienen el mismo apellido, no obstante a ellos no les une ningún vínculo familiar. |                                                  |               |                       |           |
| 4 | «El asesinato de la calle Condesa»               | Mirko Miano   | 26 de enero de 2013   | 8.3       |
| En 1916, los esposos Germán y Eloisa Ibarra fueron asesinados brutalmente en su propia casa. Este crimen conmocionó Lima pues se trataba de prósperos comerciantes, apreciados y respetados en toda la ciudad.                                                                      |                                                  |               |                       |           |
| 5 | «El asesino de la finca Shimizu»                 | Claudia Sacha | 2 de febrero de 2013  | 8.0       |
| En el día de los muertos, 2 de noviembre de 1944, 7 cuerpos fueron encontrados flotando en un río, entre ellos había hombres, mujeres y niños, todos pertenecían a una misma familia y vivían en la finca Shimizu.                                                                  |                                                  |               |                       |           |
| 6 | «¿Quién mató a Carlos Goldz? / Amores que matan» | Mirko Miano   | 9 de febrero de 2013  | 8.7       |
| Leonidas Yerovi, un reconocido poeta y periodista de Lima es asesinado en 1917 en el Jr. de La Unión. |                                                  |               |                       |           |
| 7 | «El Vampiro de Breña»                            | Mirko Miano   | 16 de febrero de 2013 | 7.9       |
| 8 | «El Asesinato del Conde Sartorius»               | —             | 23 de febrero de 2013 | 6.7       |
| 9 | «Letras de duelo»                                | Mirko Miano   | 2 de marzo de 2013    | 6.2       |
| 10 | «Vecindad Sangrienta»                            | —             | 9 de marzo de 2013    | 5.8       |
| 11 | «El Asesinato del caballeroso cadete»            | Mirko Miano   | 16 de marzo de 2013   | 5.2       |
| 12 | «La venganza de los esclavos»                    | —             | 23 de marzo de 2013   | 5.5       |
| 13 | «El asesinato del poeta inmortal»                | Mirko Miano   | 30 de marzo de 2013   | 4.8       |
| 14 | «Olas de Sangre»                                 | Mirko Miano   | 6 de abril de 2013    | 5.6       |
| 15 | «El dedo acusador»                               | Mirko Miano   | 13 de abril de 2013   | 5.3       |
| 16 | «El Crimen de Malanbo»                           | Mirko Miano   | 20 de abril de 2013   | 6.2       |
| 17 | «La muerte del hombre del año»                   | —             | 27 de abril de 2013   | 5.4       |
| 18 | «Secreto fatal»                                  | Mirko Miano   | 4 de mayo de 2013     | 5.2       |
| 19 | «Ni contigo ni sin ti»                           | —             | 11 de mayo de 2013    | 5.2       |
| 20 | «Hasta que la muerte nos separe»                 | —             | 18 de mayo de 2013    | 5.3       |
| 21 | «Cena sangrienta»                                | Mirko Miano   | 25 de mayo de 2013    | 4.8       |
| 22 | «Deuda sangrienta»                               | Mirko Miano   | 1 de junio de 2013    | 5.2       |
| 23 | «La muerte del valeroso hombre de rojo»          | Mirko Miano   | 8 de junio de 2013    | 5.6       |
| 24 | «El asesinato del dirigente vecinal»             | Mirko Miano   | 15 de junio de 2013   | 5.6       |
| 25 | «Corazón destrozado»                             | —             | Sin emitir            | —         |
| 26 | «Sangre fría»                                    | Mirko Miano   | Sin emitir            | —         |
| 27 | «El fuego purifica todo»                         | —             | Sin emitir            | —         |
| 28 | «La maldición»                                   | —             | Sin emitir            | —         |
| 29 | «Sin salida»                                     | —             | Sin emitir            | —         |
| 30 | «El asesinato antes de año nuevo»                | —             | Sin emitir            | —         |